# 佐々木孝友
佐々木 孝友（ささき たかとも、1943年9月19日 - 2021年）は、日本の電気/電子工学・物性工学者。大阪大学名誉教授。工学博士（大阪大学）。日本結晶成長学会第9代会長。人工結晶工学会元副会長。電気学会調査専門元委員長。レーザー学会元研究会委員・編集委員会委員。日本学術振興会第161委員会幹事長。レーザー核融合応用の大型レーザー結晶成長分野の第一人者。
専門は、光工学・光量子科学・光エレクトロニクス（特にレーザー結晶）、電気材料工学・物性工学（特に非線形光学材料）、レーザー工学（レーザー核融合・プラズマ含む）。

## 略歴
1967年大阪大学工学部電気工学科卒業。1969年同大学大学院工学研究科電気工学専攻博士前期課程修了。のちに、工学博士（大阪大学）。同大学工学部助手（指導教授：日本のレーザー核融合研究のパイオニアである山中千代衛）となり、1973年大阪大学レーザー核融合研究センター（現：大阪大学レーザー科学研究所）研究員としてレーザー核融合・プラズマの研究に従事。講師を経て、1978年同大学工学部電気工学科助教授。その間、胃潰瘍の大手術を経験し、数ヵ月療養。これを期にレーザー核融合に必要な波長変換結晶KDP（KH₂PO₄）の育成研究に転じる。国産初のレーザ核融合用の超大型KDP結晶の育成に成功し、1983年山中千代衛が主導した世界最高性能（当時）の「激光XII号」ガラスレーザー装置に搭載される。1992年同学科教授。1998年大阪大学大学院工学研究科教授（電気材料・物性講座：電気物性工学領域）。2002年大阪大学ベンチャービジネスラボラトリー長などを経て、2007年同大学定年退官、大阪大学名誉教授。退官後は、大阪大学先端科学イノベーションセンターVBL部門客員教授、大阪大学発ベンチャーの(株)創晶取締役なども務めた。2021年逝去。
大阪大学工学部電気工学科において、大阪大学レーザー核融合研究センター（現：大阪大学レーザー科学研究所）創設者の山中千代衛らと共に、世界最高性能（当時）の「激光XII号」ガラスレーザー装置の開発に携わり、その応用技術で大型レーザー結晶成長分野の第一人者して同分野および物性工学・電気材料工学（特に非線形光学材料）の研究・育成に貢献した。
主な所属学会は、アメリカ光学会、日本結晶成長学会、人工結晶工学会、日本物理学会、応用物理学会、電気学会、レーザー学会など。

## 主な著書
- 図解 光デバイス辞典 増補改訂版：非線形光学材料（オプトロニクス社、1999）
- 有機非線形光学材料の開発と応用（シーエムシー出版、2001）
- レーザーと現代社会（コロナ社、2002）
- ナノ・IT時代の分子機能材料と素子開発　第2編第10章第1節「波長変換素子」（エヌ・ティー・エス、2004）
- 光技術総合事典：無機非線形光学結晶・有機非線形光学結晶（オプトロニクス社、2004）
- 有機結晶材料の最新技術：第11章 バルク結晶成長（シーエムシー出版、2005）
- バルク単結晶の最新技術と応用開発：単結晶材料の最新動向編 第6章および有機物等単結晶製造技術-特殊材料の製造技術編 第4章 フラックス法KTP, CLBO（シーエムシー出版、2006）

## 主な受賞
- 電気学会進歩賞（1972）
- 新技術開発財団市村賞「超大型KDP単結晶育成に関する技術開発」（1986）[2]
- レーザー学会奨励賞/進歩賞/論文賞（1987/1996・2000/2005）[8]
- 日本結晶成長学会論文賞/貢献賞/技術賞/第5回業績賞および赤﨑勇賞[9]（1996/2004/2008/2010）
- リオン賞（フランス2000）
- 第21回櫻井健二郎氏記念賞（2005）
- 第16回日経BP技術賞 大賞（2006）
- 第1回モノづくり連携大賞特別賞（2006）
- 平成19年度科学技術分野の文部科学大臣表彰 科学技術賞（研究部門）(2007)
- 第37回井上春成賞（2012）
- 大学発ベンチャー表彰2015「文部科学大臣賞」（2015）
- 第22回半導体・オブ・ザ・イヤー2016「グランプリ（半導体用電子材料部門）」（2016）

## 主な研究
- 超大型KDP単結晶育成に関する技術開発[4]
- 光・電子デバイス用結晶材料の開発と産業・医療応用
- テラヘルツ発生用有機結晶・蛋白結晶・GaN基板用単結晶などの結晶開発
- フェムト秒レーザー照射による結晶核発生と溶液攪拌による新しいタンパク質結晶化技術 - 大阪大学発ベンチャーの(株)創晶との共同研究
- 新紫外光発生用結晶CLBO（CsLiB6O10：セシウム・リチウム・ボレート）の発明・開発
- 500℃以上の耐熱性を有する紫外線透過光学材料の高強度室温接着 - 東京工業大学との共同研究[10]
- 次世代・紫外レーザー光源 - 東北大学との共同研究[11]